# Książęta Normandii

Herb książąt Normandii

Książęta Normandii – chronologiczna lista władców Księstwa Normandii noszących tytuł księcia.

## Dynastia normandzka
| # | Imię                    |  | Urodzony                 | Zmarł                               | Czas rządów | Rodzice                                 |
| - | ----------------------- |  | ------------------------ | ----------------------------------- | ----------- | --------------------------------------- |
| 1 | Rolf                    |  | ok. 860                  | ok. 932                             | 911-927     | Ragnvald Eysteinsson ???                |
| 2 | Wilhelm I Długi Miecz   |  | ok. 905 Bayeux lub Rouen | 17 grudnia 942 Picquigny            | 927-942     | Rolf Poppa z Bayeux                     |
| 3 | Ryszard I Nieustraszony |  | 28 sierpnia 933 Fecamp   | 20 listopada 996 Fecamp             | 942-996     | Wilhelm I Długi Miecz Szprota Bretońska |
| 4 | Ryszard II Dobry        |  | 23 sierpnia 963          | 28 sierpnia 1027 Fecamp             | 996-1027    | Ryszard I Nieustraszony Gunnor          |
| 5 | Ryszard III             |  | 997                      | 3 lutego 1028                       | 1027-1028   | Ryszard II Dobry Judyta z Bretanii      |
| 6 | Robert I Wspaniały      |  | ok. 1000                 | 3 lipca 1035 Nikea                  | 1028-1035   | Ryszard II Dobry Judyta z Bretanii      |
| 7 | Wilhelm II Zdobywca     |  | ok. 1028 Normandia       | 9 września 1087 Rouen               | 1035-1087   | Robert I Wspaniały Herleva              |
| 8 | Robert II Krótkoudy     |  | ok. 1054                 | 10 lutego 1134 Cardiff              | 1087-1106   | Wilhelm II Zdobywca Matylda z Flandrii  |
| 9 | Henryk I Beauclerc      |  | ok. 1068 Selby           | 1 grudnia 1135 St. Denis le Fermont | 1106-1135   | Wilhelm II Zdobywca Matylda z Flandrii  |

## Dynastia z Blois
| #  | Imię           |  | Urodzony       | Zmarł                      | Czas rządów | Rodzice                            |
| -- | -------------- |  | -------------- | -------------------------- | ----------- | ---------------------------------- |
| 10 | Stefan z Blois |  | ok. 1097 Blois | 25 października 1154 Dover | 1135-1144   | Stefan II Henryk Adela z Normandii |

## Dynastia Anjou – Plantagenet
| #  | Imię                       |  | Urodzony               | Zmarł                            | Czas rządów | Rodzice                                   |
| -- | -------------------------- |  | ---------------------- | -------------------------------- | ----------- | ----------------------------------------- |
| 11 | Godfryd I                  |  | 24 sierpnia 1113 Anjon | 7 września 1151 Chateau du Loir  | 1144-1150   | Fulko V Ermengarda z Maine                |
| 12 | Henryk II                  |  | 5 marca 1133 Le Mans   | 6 lipca 1189 Chinon              | 1150-1189   | Godfryd V Plantagenet Matylda (cesarzowa) |
| -  | Henryk Młody Król Koregent |  | 28 lutego 1155         | 11 czerwca 1183 Martel w Turenii | 1170-1183   | Henryk II Plantagenet Eleonora Akwitańska |
| 13 | Ryszard IV Lwie Serce      |  | 8 września 1157 Oxford | 6 kwietnia 1199 Chalus           | 1189-1199   | Henryk II Plantagenet Eleonora Akwitańska |
| 14 | Jan bez Ziemi              |  | 24 grudnia 1167 Oxford | 19 października 1216 Nework      | 1199-1204   | Henryk II Plantagenet Eleonora Akwitańska |

Tytuł Księcia Normandii przysługuje obecnie monarsze brytyjskiemu (obecnie królowi Karolowi III) jako głowie państwa w Baliwatach Jersey i Guernsey na Wyspach Normandzkich. W 1106 roku najmłodszy syn Wilhelma Zdobywcy Henryk I przejął księstwo Normandii od swego brata Roberta, od tego czasu władca angielski zawsze nosił tytuł księcia Normandii. Za panowania Jana bez Ziemi Francja odzyskała Normandię (1204) lecz Wyspy pozostały pod angielską kontrolą. Chociaż Jersey i Guernsey zachowują szeroką autonomię, są winne lojalność wobec króla w jego roli księcia Normandii stanowiąc dependencje korony brytyjskiej z którą są powiązane unią personalną.